# チュートリアル (お笑いコンビ)
チュートリアル（TUTORIAL）は、吉本興業所属のお笑いコンビ。略称は「チュート」。1998年3月結成。M-1グランプリ2006王者。

## メンバー
徳井 義実（とくい よしみ、1975年4月16日 - ）（50歳）
ボケ・ネタ作り担当、立ち位置は向かって左。

福田 充徳（ふくだ みつのり、1975年8月11日 - ）（50歳）
ツッコミ担当、立ち位置は向かって右。

## 来歴・人物
徳井はNSC大阪校13期出身だが福田はNSCへ通っておらず、大阪校19期及び東京校3期と同期扱いとされている。
2人の出会いは5歳の頃で、幼稚園から予備校まで同級生だった。出会ってから一度も大きな喧嘩はしたことがないと随所で語っている。実際に同じクラスだったのは小学校1・2年生と中学2年時だけで、同じクラスとなった時は常日頃から共に行動するほど仲は良かったが、それ以外は幼馴染だったためよく遊んでいたもののいつも一緒にいるほどではなかった。2人は昔の自分たちを「定期的にくっついたり離れたりする関係」と述べている。しかし高校3年生から浪人時代、大学1年の頃までは喫茶店で5 - 6時間喋り続けた後にまた喋りたくなってどちらからともなく電話をかけ、さらに3時間喋った後でまたしても会いたくなりドライブへ出かけたほどに親交を深めていた。あまりに仲が良すぎたせいで周囲からは同性愛を疑われたことがあり、ほぼ毎日会っていたため共に当時付き合っていた彼女から「私と福田（徳井）くん、どっちが大事なのよ」と怒られた。徳井は「お前（彼女）の方が大事だ」と答えたものの、福田は「徳井の方が大事」と言い切った。小学2年時に「うさぎちゃんの耳」という歌を共同で作詞作曲している。
1998年3月、福田が徳井を京都・河原町通の居酒屋で誘い現在のコンビを結成、5月にデビュー。徳井が福田に誘われ、福田とお笑いをやろうと決めた理由は「何度かコンビを組んでいて笑いの価値観が同じであることが大切だと分かった時、今まで振り返ってみて一番笑いの価値観が合っていた」とのこと。お笑いは観るものだと思っていた福田が徳井を誘った理由は、徳井がNSCの中で「ようウケてる」という噂を聞いて勿体ないと思ったことと、一番仲が良く笑いのツボも一緒だった親友の徳井が他の友人とお笑いをやることに違和感を覚えたため。『ABCお笑い新人グランプリ』優秀新人賞、上方漫才大賞新人賞などを獲得。2006年には『M-1グランプリ』で優勝を果たす。2007年、東京へ拠点を移した。
コンビ名は、2人が高校・浪人時代に通っていた河合塾で行われていた「チュートリアル（週1回行われる、連絡や模試の結果の返却などホームルームに似た時間）」に由来している。
少年時代には徳井は遊園地のオーナー、福田はコックになりたいと言っていた。後の大学時代で徳井は社会福祉士、福田は消防士になりたいと言っていたが、この夢は東京アカデミーのCMで実現した。

## 略歴

### コンビ結成前
2人とも京都市出身。
2人は幼馴染で、幼稚園（菊の花幼稚園）→小学校（京都市立修学院小学校）→中学校（京都市立修学院中学校）→高校（京都府立北稜高等学校）を共に過ごす。2人揃って大学受験に失敗し、同じ予備校（河合塾京都校）で1年間浪人。そして徳井は花園大学、福田は大阪学院大学へ進学した。
徳井は高校在学中、ティーアップのネタを友人と完全コピーして演じた時に笑いが獲れたのをきっかけに、その友人とコンビ「赤とんぼ」を組み、漫才を始める。さらに大学浪人時代には、『天才・たけしの元気が出るテレビ!!』（日本テレビ）の「お笑い甲子園」で優勝した経験を持つ友人から、NSCへ一緒に行こうと半ば強引に誘われ、NSC大阪校13期生として入学後にコンビ「チューイング」を結成。しかしNSCを卒業してから、徳井を誘った相方が彼女との結婚を考え芸人引退を決意したことでコンビは解散。徳井も一旦お笑いを辞め、大学へ進学した。
その後、徳井からコンビ解散の旨を聞いた福田が徳井を再びお笑いの道へと誘う。徳井は快諾するものの共に行動力がなかった上に次の一歩が踏み出せず、さらに「会ったら真剣に色々と話をしなくてはいけない」ことが当時学生だった2人にとって重かったことから、それまで毎日会っていたのだが突然連絡を取らなくなり2人は一時疎遠となる。だが3年後、大学4回生の春に社会人か芸人を目指すのかを再び話し合い、就職難も相まって1998年3月、正式にコンビを結成。当時は大学在籍中だった彼らだが、プロとなりながらも福田は大学を卒業。一方の徳井は4回生の時点で8単位しか取っていなかったこともあり、もう一度芸人の活動を続けようと腹を括り中退した。

### コンビ結成後
- 初舞台は1998年5月[1]。心斎橋筋2丁目劇場の「2丁目ワチャチャブレイク」という新人ばかりのライブだった。持ち時間は1分半あったが、わずか30秒で終了させられる[11]。
- レギュラー番組としての初仕事は『SUPER J Hit's COUNTDOWN』のロケコーナー。
- テレビ初出演は1999年の『2cho-kenのガオラGAオーラ!!』での漫才[12]。
- テレビでの初レギュラー番組はバラエティ番組『クヮンガクッ』（毎日放送）。
- 2002年1月から『せやねん!』（毎日放送）のコーナー「嗚呼!ニッポンの兄弟」を、先輩の中川家から受け継ぎコーナーレギュラーとなる。2008年までに及ぶ長期の担当となった。
- 2003年まではbaseよしもとを中心に活動。同年夏にbaseよしもと卒業後、うめだ花月で「ネタもん」「芝居もん」などにレギュラー出演。同劇場でトークライブ「チュートリアルのシャベルケ?」などを開催した。
- 2004年10月から2005年11月までスカパー!284chヨシモトファンダンゴTV『ワイ!ワイ!ワイ!』月曜日パーソナリティを務めた。彼らにとって東京での初司会で初レギュラーだった。
- 2005年4月から『ビーバップ!ハイヒール』（朝日放送テレビ）のレギュラーに抜擢。当番組への出演などをきっかけに個々の才能を開花させていく。
- 2006年4月、『せやねん!』でブラックマヨネーズの番組卒業に伴いレギュラー出演者に昇格。
- 2006年10月から12月まで『恋愛バラエティ ピンどん』（関西テレビ）が放送。地上波放送としては初のMCを務めた。
- 2006年12月、『M-1グランプリ』にて念願の優勝を果たす。賞レースで最優秀賞を獲得したのはこれが初めてだった[注 1][注 2]。これにより東京での仕事が増えたため徳井は2007年7月、福田は2007年9月に東京へ住居を移した。
- 2007年7月、母校の京都府立北稜高等学校から名誉卒業生として表彰された[14]。
- 2007年9月、『ウンナン極限ネタバトル! ザ・イロモネア 笑わせたら100万円』（TBSテレビ）で初出場にして100万円獲得[注 3]。
- 2008年4月3日より、フジテレビ『笑っていいとも!』（フジテレビ）に木曜日レギュラーとして加入。『M-1グランプリ』王者となった後でレギュラーに加入したのはチュートリアルのみであった。
- 2008年7月、先輩のネプチューンやくりぃむしちゅーと共に出演する『しゃべくり007』（日本テレビ）が放送スタート。
- 2008年8月30日、『24時間テレビ』（日本テレビ）の番組パーソナリティに抜擢される。
- 2009年4月7日、全国ネット初冠番組となる『チュー'sDAYコミックス 侍チュート!』（TBSテレビ）放送スタート。
- 2009年4月20日、関西ローカルでゴールデンタイム初冠番組『冒険チュートリアル』（関西テレビ）放送スタート。
- 2010年1月14日より全国ネットでのゴールデンタイムメイン番組『SUPER SURPRISE木曜日〜つかめ夢の100万円!ミリオンダイス』（日本テレビ）放送スタート。
- 2012年11月、コンビで京都府観光大使に就任[15]。
- 2019年10月、自身の不祥事によって徳井が活動を自粛。コンビでのレギュラー番組には福田のみが引き続き出演していた。
- 2020年2月24日、徳井が活動を再開。
- 2020年8月26日放送の『東野・岡村の旅猿 プライベートでごめんなさい…』（日本テレビ）で、徳井が地上波へ復帰した[16]。

## 芸風
先述の通りネタ作りは徳井が担い、コンビ結成当時からの基本テーマは「わけわからんけど、わけわかる」。
どこか違和感のある設定や些細なことへの異常な執着を出発点として妄想をエスカレートさせていく徳井のボケに、福田が振り回されつつもあくまで常識的な立場をとってツッコんでいくしゃべくり漫才が基本スタイルで、一部から「妄想漫才」と呼ばれている。
テレビや単独ライブなどでは、コントを披露することもある。徳井扮する変人に福田が振り回されるという設定が多く、漫才よりもシュールなネタが多い。
初期のテレビ出演については、正装ということで徳井が白のタキシードを着て漫才を行う機会もあった。
漫才やコントなどのネタの他、単独ライブの演出やブリッジVTRなども全て徳井が請け負っている。

## M-1グランプリ
2001年
- 「昔話」を披露するも、松本人志（ダウンタウン）の「50点」を筆頭に審査員7名中3名から個人最低評点をつけられ、特別審査員からの得点は最下位に終わった。ただし、DonDokoDonとおぎやはぎが今大会のみ導入されていた一般審査員からの得点で惨憺たる結果を残してしまったため、総合順位は8位に留まった。
- 後に2人は「小部屋で、あの時のビデオを四方から見せられたら死ぬ」「ホンマにもう、芸人やめたいと思った」とコメントしている。

2005年
- 4年ぶりの決勝進出。4番手で「バーベキュー」を披露し、暫定2位につける。95点をつけた松本は「チュートリアルは優勝させてあげても良かったんじゃないかというくらい出来が良かった」、同じく95点をつけたラサール石井は「ネタも面白いけど、（2人の掛け合いが）芝居になっていて、やっていることがリアルに見えて入り込めた」、渡辺正行は「バーベキューのHOW TOっていう設定自体は古臭いんだけど、そこからキャラクターショーのネタに持っていったのが凄く新しくて面白くてよかったですね」と称賛。だがその後に登場したブラックマヨネーズと品川庄司に抜かれて敗退、最終的な順位は5位に終わった。
  - 大会委員長の島田紳助は、大会前の記者会見で行われたネタ順抽選会（チュートリアルはホノルルマラソン出場のため欠席）で「変化球漫才の南海キャンディーズの直後は不利。会場の空気が温まる3番手で南海が空気を乱し、チュートがそれを戻した後でやりやすくなり、且つ初出場のブラマヨが有利」と予言しており、奇しくもそれが的中した形になった。

2006年
- 後に哲夫（笑い飯）が「（会場の空気が）全体的にフワフワしてた」と語ったほど客席に浮遊感が漂っていた中、6番手で「冷蔵庫」を披露。福田は後藤輝基（フットボールアワー）がテンパっているのを見てかなりリラックスしてやれたという。審査員の松本は「ほぼ完璧かな、と思います」と絶賛した。審査員全員から最高評点を受け、2位のフットボールアワーに24点という大差をつけての1位通過で最終決戦進出を決めた。
- 最終決戦では大トリを務め、「チリンチリン」を披露。審査員7名全員から票を獲得し、『M-1』史上初の「完全優勝」を成し遂げた。松本は「途中で自分達も（勝利が）分かったんじゃないですか」、紳助は「今日、唯一ターボチャージャーが作動したコンビ」と語った。後に紳助は「ああいう漫才をしてもらえると審査が困らない」「審査員全員が安心した顔をしていた。完全優勝は当然の結果」と述べた。

優勝後
- 優勝後に徳井は「M-1によって傷つけられ、M-1によって報われた」「よく“信じられへん”というコメントがあるけど、それってホンマにあんねんな、という気持ちです」「昨年、ブラマヨのすごい漫才を見て1年頑張った。離された距離を縮められた気がします。これからも頑張ります」、福田は「賞レースで初めての1位。ほんまにうれしいです」「芸人になって初めて主役になれました。感無量です」と語っている。
- 後にメンバーは「バーベキュー」が生まれたのが自分たちのターニングポイントだったと述べており、さらに「このネタができて初披露したのは爆笑オンエアバトル上だったが、観客の票が入らずにオンエアされなかった。しかし周りの評価がどうであろうと自分たちが面白いと思った漫才だったため、その後何度か改良を重ね、M-1で披露した」ことを裏話として述べている。
- 徳井は2010年の『M-1』前日の特番にて自身が優勝を決めた最終決戦のネタについて、1本目のネタ（冷蔵庫）が良かったから2本目もウケた、だから今見るとあまりいいネタではないという趣旨の発言をしたことがある。放送作家の高須光聖はラジオ番組『放送室』にて、「チュートは2006年よりも2005年のネタの方が出来が良かった」という趣旨を述べ、松本も概ねこれに同調した。また、松本は2005年に上位3組に残れなかった理由について「2005年と2006年では観客の空気が全然違ったからではないか」と述べている 。
- 5年ぶりの復活となる『M-1グランプリ2015』ではそれまでの歴代王者から1名ずつが審査員に起用されることになり、チュートリアルからは徳井が審査員を務めた。

## 出囃子
- IT'S UP TO YOU / POLYSICS

## 賞レース成績・受賞歴など

### M-1グランプリ
| 年     | 結果       | エントリーNo. | 決勝戦キャッチコピー | 備考                                 |
| ------ | ---------- | ------------- | -------------------- | ------------------------------------ |
| 2001年 | 決勝8位    | 80            | お笑い陰陽師         |                                      |
| 2002年 | 準決勝敗退 | 1727          |                      |                                      |
| 2003年 | 準決勝敗退 | 1887          |                      |                                      |
| 2004年 | 準決勝敗退 | 2587          |                      |                                      |
| 2005年 | 決勝5位    | 3349          | 暴走するイケメン漫才 |                                      |
| 2006年 | 優勝       | 3895          | 華麗なる妄想族       | ファーストラウンド 1位通過、完全優勝 |

### その他（受賞歴）
- 2000年 第21回ABCお笑い新人グランプリ 優秀新人賞[1]
- 2002年 第31回上方お笑い大賞 新人賞
- 2002年 第32回NHK上方漫才コンテスト 優秀賞[1]
- 2003年 平成15年度NHK新人演芸大賞 演芸部門 本選進出
- 2004年 第33回上方お笑い大賞 新人賞[1]
- 2004年 第39回上方漫才大賞 新人賞[1]

## 出演

### テレビ

#### レギュラー番組
現在の出演番組
- しゃべくり007（日本テレビ、2008年7月12日 - ）2008年9月までは土曜日
徳井は2019年11月18日放送から出演自粛していたが、2021年4月5日放送から復帰した。

過去の出演番組
- 爆笑オンエアバトル（NHK総合）戦績11勝4敗 最高489KB
  - 主に漫才が多かったものの、コントでも挑戦していた。特に2002年度はチャンピオン大会を含めて3回コントを披露した。番組最後の挑戦回だった2004年5月1日放送回では自己最低の269KBを記録し、初の最下位となってしまった。仮にもう一度挑戦してオンエアを獲得した場合はゴールドバトラーに認定されていた。
    - 1999年度（0勝1敗）
    - 2001年度（2勝1敗）
    - 2002年度（5勝0敗）
      - 第5回チャンピオン大会 セミファイナルBブロック2位・ファイナル9位

    - 2003年度（4勝1敗）
      - 第6回チャンピオン大会 セミファイナルBブロック5位・ファイナル8位

    - 2004年度（0勝1敗）

- マルコポロリ（関西テレビ） - 不定期
- クヮンガクッ（毎日放送、1999年 - 2000年）
- U-CDTV（TBSテレビ）
- おもしろレンタルビデオ スピルバーガー（朝日放送、2000年4月 - 12月）
- べえぇす!（テレビ大阪、2000年10月 - 2001年9月） - アシスタント
- baseボカンッ!（GAORA、 - 2002年7月）
- ?マジっすか!（毎日放送、2001年 - 2003年）
- 超世代統一広場 オジャング（毎日放送、2002年1月 - 3月）
- みよ缶（朝日放送、2003年9月 - 2004年3月）
- ワイ!ワイ!ワイ!（ヨシモトファンダンゴTV、2004年 - 2005年） - 月曜日
- 2時ワクッ!（関西テレビ、2004年3月29日 - 2005年12月23日） - 金曜パネリスト
- ビーバップ!ハイヒール（ABCテレビ、2005年4月 - 2020年3月） - 隔週レギュラー
- F-CUBE金曜日「週刊!芸能キング」（関西テレビ、 - 2006年3月）
- 恋愛バラエティ ピンどん（関西テレビ、2006年10月 - 12月）

ネプリーグ (2007年3月26日-2012年2月6日、フジテレビ)
1. 2007年3月26日 芸人チーム
2. 2007年6月18日 若手芸人チーム
3. 2007年8月6日 ネプチューンチーム
4. 2007年10月1日 芸人チーム
5. 2008年1月21日 ネプチューンチーム
6. 2008年5月5日 芸人チーム
7. 2008年6月23日 吉本芸人チーム
8. 2008年11月24日 芸人チーム
9. 2009年2月9日 芸人チーム
10. 2009年11月16日 ネプチューンチーム
11. 2010年4月12日 中堅芸人チーム
12. 2011年1月10日 よしもと芸人チーム
13. 2011年4月18日 ネプチューンチーム
14. 2012年2月6日 中堅芸人チーム

- 今田ハウジング（日本テレビ、2007年5月 - 2008年3月）
- 悲宝館（テレビ朝日、2007年4月 - 9月）
- ジャンプ!○○中（フジテレビ、2007年10月 - 2008年3月）
- ヨシモト∞（ヨシモトファンダンゴTV、2007年4月 - 2008年3月） - 火曜日2部MC
- ブラマヨ・チュートのまる金TV（よみうりテレビ、2007年4月 - 2008年3月）
- せやねん!（毎日放送、2002年1月 - 2008年8月）
- 横丁へよ〜こちょ!（朝日放送）- 徳井はヨギータと決まっているが、福田はプロダクションの役員や宝石強盗など多種多彩であった。
- チュートリアルのチューして!（関西テレビ、2008年4月 - 2009年3月） - MC
- 業界技術狩人 ギョーテック（テレビ朝日・大分朝日放送）
- ゴールドハウス（フジテレビ、2008年10月 -2009年9月）
- チュー'sDAYコミックス 侍チュート!（毎日放送、2009年4月7日 -2010年3月16日 ）
- 歌スタ!!（日本テレビ、2007年4月 - 2010年3月）
- 愛のお悩み解決!シアワセ結婚相談所（日本テレビ、2009年9月1日 - 2010年6月15日）
- 寿命をのばすワザ百科（日本テレビ、2010年7月9日 - 9月3日）
- ショーバト!（日本テレビ、レギュラー回 2010年4月13日 - 9月21日）
- いい国つくろう!（朝日放送、2009年10月 - 2010年9月25日）
- ミリオンダイスSUPER SURPRISE（日本テレビ、2010年1月14日 - 2011年2月17日）
- 妻と罰（TBS、2011年1月10日 - 3月21日）
- 森田一義アワー 笑っていいとも!（フジテレビ、2008年4月3日 - 2011年3月31日） - 木曜日
- 笑っていいとも!増刊号（フジテレビ、2008年4月6日 - 2011年4月3日）
- 資格図鑑（朝日放送、2010年10月2日 - 2011年9月24日）ナレーション担当
- 冒険チュートリアル（関西テレビ、2009年4月20日 - 2012年3月19日）関西ローカル
- 超再現!ミステリー（日本テレビ、2012年4月17日 - 2012年8月21日） - MC（徳井）、レギュラーゲスト（福田）
- 流行りん♥モンロー（関西テレビ、2012年4月23日 - 2012年9月17日）関西ローカル
- 東海地方のコト なるべくちゃんと調べます!（CBCテレビ、2012年1月12日 -  9月20日）
- 地元応援バラエティ このへん!!トラベラー（ABCテレビ、2009年5月9日 - 2012年10月6日）関西ローカル
- シャド場〜シャドウバースで繋がるゲームバラエティー〜（TOKYO MX、2017年10月 - 2019年3月） - MC
- チュートリアルの徳ダネ福キタル♪（スペースシャワーTV、2014年4月 - 2019年5月） - MC
- 乃木坂46のザ・ドリームバイト!〜働き方改革!夢への挑戦!〜（2019年4月2日 - 2020年3月31日 、フジテレビ） - MC
- 人生が変わる1分間の深イイ話（日本テレビ、2008年2月25日 - 2022年3月21日）
徳井は2019年11月11日放送から出演自粛し、地上波復帰後も同番組には復帰せず。また、復活SPでも福田共々出演せず。
- ライブを100倍楽しむ LIVE YEAH!!! （スペースシャワーTV、2019年6月 - 2022年6月）（リピート放送　土、月）
徳井は2020年5月から番組復帰。
- よんチャンTV（毎日放送、2021年4月 - 2023年3月）- 木曜日レギュラー※2023年4月からピンでの隔週出演である。

＊MCもしくはメインキャスト
- MR.レッドゾーン（フジテレビ、2007年1月3日）
- UMEKA12チュートリアルの進化計画（関西テレビ、2007年1月29日）
- 史上空前☆最笑の戦い名古屋発天満行き 30時間ブラマヨvsチュートリアル（関西テレビ、2007年3月18日）
  - ブラマヨVSチュート 史上空前!最笑の戦い〜夏バトル〜（関西テレビ、2007年9月18日）

- 妄想チュートリアル（朝日放送、2007年3月24日）
- 春の九州チュート下車 徳井と福田の卒業旅行（毎日放送、2007年3月25日）
- チュートリアルのチュートハンパじゃない京都（関西テレビ、2007年8月4日）
- チュートリアルの芸能人が通う看板娘のいるお店（関西テレビ、2008年1月2日）
- 24時間テレビ 愛は地球を救う31（日本テレビ、2008年8月30日 - 31日） - 番組パーソナリティー
- 笑っていいとも!特大号（フジテレビ、2008年-2010年）
- チュートリアルの天国と地獄2008（関西テレビ、2008年12月30日）
- トップランナー（NHK総合、2009年4月17日）
- あるわぁ（フジテレビ、2009年4月4日・10月7日）
- 二人脳力クイズ! ダブルブレイン（TBS、2009年10月7日）
- 番組たまご・みんなでニホンGO!（NHK総合、2009年10月9日） - MC
- チュー次課ブラ爆弾 よしもとNEXT4（朝日放送、2010年1月6日・8月7日）
- 現地調達!クイズ捜索バラエティ くるくるアース（テレビ東京、2010年3月26日） - 大江麻理子アナと共にMC
- ミラクル実験SHOW（テレビ静岡制作・フジテレビ、2010年5月23日） - キャイ〜ン、矢口真里らとMC
- 戦え! 極限バトルSP（テレビ朝日、2010年10月15日）
- うわっ!ダマされた大賞（日本テレビ、2010年 - 2018年） - サブMC
- チュートリアル×ブラックマヨネーズ　天下取り宣言（関西テレビ、2011年1月2日・2012年1月3日） - MC
- 超再現!ベストセラー 第2弾（日本テレビ、2012年1月1日）- MC（徳井）、スタジオ（福田）
- 嵐を呼ぶあぶない熟女（TBS、2012年1月10日・9月25日・2013年1月5日・4月8日・7月11日・10月10日・2014年1月4日・4月23日） - MC
- チュートラベル交通社〜天橋立ツアー〜（テレビ東京 2012年3月20日）
- 身体の年齢、全部測っちゃいまSHOW!（日本テレビ、2012年9月29日） - MC
- 爆笑!ものまねウォーズ（TBS、2010年10月4日・2011年1月2日・3月20日・10月20日・2012年5月3日） - MC
- ロンブー&チュートの芸能人ヒットソングで爆笑ショーバトル!（日本テレビ、2010年1月9日・9月27日・2011年1月8日・3月30日・9月29日・2012年4月2日・10月1日・2013年4月4日）MC
- チュートリアル&シャンプーハットのあの素晴しい愛をもう一度（朝日放送、2013年7月24日・2014年1月3日）
- チュートリアルの沖縄コンプリー島〜島ぜんぶでおーきな祭SP〜（フジテレビ、2015年4月6日）
- どたん場ミラクル大賞 その手があったか!!（読売テレビ、2016年9月4日）MC
- 噂の芸能人ってホントにスゴイんですか?リアル腕だめし!!（テレビ東京、2017年2月・7月7日・12月15日）MC
- 旅くらべ〜同期芸人で旅したらこうなりました〜（朝日放送、2018年9月22日）
- 3絶ハラペコグルメ 〜絶品!絶景!絶食!〜（鹿児島テレビ、2022年2月22日）MC

### ラジオ

#### 現在出演中の番組
- キョートリアル!コンニチ的チュートリアル（KBS京都、2002年4月 - ）土曜日
徳井は収録分の2019年10月25日放送までに出演、11月1日放送から出演自粛。2020年3月7日放送から復帰[28]。

#### 過去の出演番組
- SUPER J Hit's COUNTDOWN（CBCラジオ）
- オンスト（YES-FM、2001年4月 - 2002年9月）
- チュートリアルの金曜ナマチュー（KBS京都、2001年10月 - 2002年3月）番組終了後、キョートリアル!がスタート。
- baseピクニックラジオ（YES-FM、2002年10月 - 12月）
- よしもとエンタテイメントステーションGOYŌDA（ラジオ大阪・YES-FM、2003年1月 - 2006年3月）
- オールナイトニッポンR スペシャルナイト（ニッポン放送、2006年6月10日・2007年3月17日）
- ポルノグラフィティ岡野昭仁のオールナイトニッポン（ニッポン放送、2008年4月19日）
- チュートリアルの声（ABCラジオ、2007年4月 - 2008年11月）
- チュートリアルのオールナイトニッポンR（ニッポン放送、2007年4月 - 2008年12月）毎月第3土曜日の生放送だった。

### ウェブ番組
- チュートの真夜中にヤりたいこと! グラドル!ガチ誘惑GP（360Channel - VR作品、2016年5月26日配信開始）[29]（全8話）
- チュートの真夜中にヤりたいこと! 美女と妄想 密室デート（360Channel - VR作品、2016年11月8日配信開始）[30]（全8話）
- チュートの真夜中にヤりたいこと! 憧れのシゴト美女（360Channel - VR作品、2017年4月23日配信開始）[31]（全8話）
- 押しかけチュートリアル 突撃!勝手に晩ごはん（大阪チャンネル、2021年3月26日・2021年12月29日）

### CM
過去出演CM
- VIEWSIC『OVER THE CENTURY 2000』 ステーションID (2000年)
- ひらかたパーク夏のキャンペーン（2003年）
- オートバックス（2007年）[32]
- リクルート 『フロム・エー』「引越し篇」「水道工事篇」（2007年）
- アサヒ飲料 『WONDA モーニングショット』「朝のサービス篇」（2007年）仲間由紀恵と共演
- 東京アカデミー（2007年 - 終了）
- ユニバーサルミュージック コンピレーションアルバム『HOMME -18 Love Stories-』（2007年9月26日発売）
- 麒麟麦酒『キリン のどごし〈生〉』（2008年1月 - 2009年2月）
- シック・ジャパン『ヒゲチェン』（2008年）
- トヨタ自動車「Rush」（2008年）
- UHA味覚糖 『ピカラダ』『シゲキックス』『青春シゲキックス』（2007年 - 終了)
- ランシステム『自遊空間』（2007年 - 終了）
- 京楽産業 『CRびっくりぱちんこ 爽快 水戸黄門2』（2010年）
- キリン・ディアジオ『スミノフ・スミノフアイス』（2011年）
- 天下一品（2016年 - 終了）
- プレサンスコーポレーション『プレサンス ロジェ』（2018年）

### ドラマ
レギュラー出演
- ほーむめーかー（TBS、2004年4月 - 6月）
- 無理な恋愛（フジテレビ、2008年4月 - 6月）
- デカ007（日本テレビ、2010年）

ゲスト出演
- 伊沢鉄工所（朝日放送、2003年3月22日）
- 乱歩R 第8話（よみうりテレビ、2003年3月1日）
- 恋っすか!?GO!GO!（毎日放送、2003年4月）
- RESET（日本テレビ、2009年1月15日）

### 映画
- ガキンチョ★ROCK（2003年、イエス・ビジョンズ、よみうりテレビ、バンダイビジュアル）

徳井は人気歌手・玉手ゴロー役（主役級）、福田はレポーター役（端役）として出演。
- 日常（2006年）
- 天国はまだ遠く（2008年11月8日）

徳井がメインだが、福田も出演している。
- 映画ドラえもん 新・のび太の宇宙開拓史（2009年）

2人とも声優としての出演で、本作の悪役バカラの部下であるダウト（徳井）とウーノ（福田）の役。

### イベント
2000年
- baseよしもと1周年記念 base大パニック!ボチン!!（8月29日、大阪城ホール）

2001年
- base JAPAN TOUR ※baseみかんチームとして参加（8月17日赤坂ブリッツ(東京)、8月18日テレピアホール(名古屋)、9月1日大阪城野外音楽堂）
- base COUNT DOWN　※FUJIWARAチームとして参加（2001年12月31日 - 2002年1月1日、神戸ワールド記念ホール）

2002年
- baseよしもとワッショイ作戦 （3月16日・3月17日・4月7日、なんばグランド花月）
- B-oneファンクラブ限定イベント「FAN感謝DAY base最高!」（5月26日、baseよしもと）
- Base SUMMER SMILE02（8月31日、大阪南港WTCオープンエアスタジアム）
- カウントダウン・フィエスタ2003〜baseよしもとが占領するでぇ〜（2002年12月31日 - 2003年1月1日、伊勢志摩パルケエスパーニャ）

2003年
- baseよしもとワッショイ作戦2003
- かたチュむり大作戦（KBS京都の恒例行事かたつむり大作戦の一環、京都のファッションスポット“新風館”で行われた）
- B-oneファンクラブ限定イベント「FAN感謝DAY base最高!」（6月8日、baseよしもと）
- Base SUMMER SMILE 03 OSAKA（7月27日、大阪南港WTCオープンエアスタジアム）

2005年
- 『TKF祭り』（12月27日、なんばグランド花月）
- カウントダウン・フィエスタ2006爆笑!!よしもと男祭りin志摩スペイン村（2005年12月31日 - 2006年1月1日）

2006年
- 「ガチコラ」CD・DVD発売イベント(7月6日、HMV渋谷店)
- 『ZAIMAN』DVD発売記念イベント握手会（8月1日）
- チュートリアル初単独DVD発売記念インストアイベント（トーク&握手会）

※（関西）7月21日タワーレコード難波店、8月5日タワーレコード京都店、8月16日ららぽーと甲子園、（名古屋）8月20日HMV栄、（東京）8月6日HMV新宿SOUTH
2007年
- 『LIVE STAND 07』（4月28日 - 30日）

2008年
- 『LIVE STAND 08』（4月26日 - 29日）

2009年
- 『LIVE STAND 09』（7月18日 - 20日）
- 『TKF CARNIVAL』（8月6日、なんばグランド花月）
- 〜バッファロー吾郎20周年〜ガンガンいこうぜ!1ヶ月31種類公演 10日目『トリ・トリ・トリ』(8月14日、大阪ABCホール）
- 悪い唇〜ゴシップについて語ろうか8〜（2009年10月20日）福田のみ

2010年
- 『ザ!!トラベラーズ 全国6都市!!笑いと歌の地元応援ツアー』

※4月25日ZEPP大阪、5月1日ZEPP仙台、5月9日ZEPP名古屋、5月16日ZEPP東京、6月13日ZEPP札幌

### その他
- 日本中央競馬会（JRA）「3連単・新マークカード」PRビデオ
- NTTドコモ
- MAZDA Zoom-Zoom スタジアム広島 新球場グランドオープン鯉祭り（2009年4月4日）
- レタスクラブ「チュートリアルの新☆妄想レタス道」（徳井・福田が交互に連載）
- 各種学校・東京アカデミーの「宣伝ポスター」

## 関連商品

### CD
- チュートランスの「こらしめたいの」については、別項を参照。
- 「TKプロジェクト ガチコラ」
- 「HOME TOWN 大阪編」このへん!!トラベラーのユニットザ!!トラベラーズとして発売。

### DVD
- 「チュートリアリズム」初の単独ライブDVD（2006年7月12日発売　発売元ＲandoＣLtd
- 「チュートリアリズムII」単独ライブDVD
- 「チュートリアリズムIII」単独ライブDVD
- 「侍チュート! コント×コント×コント」
- 「M-1グランプリ2001 完全版〜そして伝説は始まった〜」
- 「M-1グランプリ 2005 完全版〜本命なきクリスマス決戦!“新時代の幕開け”〜」
- 「M-1グランプリ 2006 完全版 史上初!新たなる伝説の誕生〜完全優勝への道〜」（独占取材!チュートリアル華麗なる妄想〜100の扉入り）
- 「M-1グランプリ the BEST 2001〜2006 DVD BOX」
- 「M-1グランプリ the BEST 2004〜2006」
- 「ハリガネロック・チュートリアル・ランディーズinZAIMAN」
- 「ZAIMAN MAN!!」
- 「月刊よしもと本物流: 2005.8月号: 青版」
- 「月刊よしもと本物流: 2006.3月号: 赤版」
- 「月刊よしもと本物流: 2006.6月号: 青版」
- 「サタうま!with新喜劇 Vol.1」
- 「うめだ花月2周年記念DVDA級保存版」
- 「永久保存版　吉本ギャグ100連発　5　横丁へよ〜こちょ!編」
- 「TKプロジェクト ガチコラ」
- 「The Best of ヨシモト∞（無限大） Vol.1」
- 「YOSHIMOTO PRESENTS LIVE STAND 07」
- 「YOSHIMOTO PRESENTS LIVE STAND 07 0429」
- 「YOSHIMOTO PRESENTS LIVE STAND 08」
- 「YOSHIMOTO PRESENTS LIVE STAND 08 0427」
- 「YOSHIMOTO PRESENTS LIVE STAND 08 0426」
- 「YOSHIMOTO PRESENTS LIVE STAND 08 OSAKA」
- 「本番で〜す!第一幕」
- 「やりすぎ超時間DVD 笑いっぱなし生伝説2007」
- 「アメトーーク!DVD2」（ホテルアイビス芸人）福田のみ
- 「アメトーークDVD3」（餃子の王将芸人）
- 「アメトーークDVD6」（徹子の部屋芸人）
- 「アメトーークDVD21」（学生時代の友達とコンビ組んでる芸人）
- 「ガキンチョ★Rock」
- 「ガキンチョ★ROCKまいどおおきにスペシャルディスク 」
- 「日常」
- 「無理な恋愛DVD-BOX」
- 「リセット スペシャル ディレクターズカット」
- 「爆笑レッドカーペット〜克実より愛をこめて〜」
- 「冒険チュートリアル 〜やったことない冒険ツアー〜」
- 「地元応援バラエティーこのへんトラベラー!!大阪」
- 「チュートリアリズムIV」単独ライブDVD
- 「RGツーリングクラブ」

### 書籍
- チュートリアル福田充徳の家呑みレシピ（2010年2月27日発売）

### グッズ
- 「芸人ミニタオル（ヨギータ）」
- 「ヨギータステッカー」ヨギータグッズは「LIVE STAND 07」にて先行発売された。
- 「チュートリアルスクリーンガード」
- 「芸人マスコット（チュートリアル）」
- 「芸人パペット（チュートリアル）」
- 「芸人ミニタオル（チュートリアル）」
- 「チュートリアルラバーストラップ」
- 「楽屋のおやつ（うめだ花月編）」
- 「チュートリアルステッカー」
- 「男前NO.1徳井くん・ブサイクNO.1のんちゃんのリバーシブル下じき」（マンスリーよしもとを定期購読したら）
- 「チュートリアルパズル」（マンスリーよしもとオリジナルグッズ）
- 「チュートリアル油取り紙（5個セット）」（マンスリーよしもとオリジナルグッズ）
- 「カープ×チュートリアル　広島風お好み焼きボールスナック（広島東洋カープとのコラボグッズ）」
- 「カープ×チュートリアル　カキーンマドレーヌ（広島東洋カープとのコラボグッズ）」
- 「カープ×チュートリアル　鯉（恋）レターセット（広島東洋カープとのコラボグッズ）」

## ライブ

### 単独ライブ
- 2001年
  - 3月22日　「惑星チュートリアル」（baseよしもと/大阪）
  - 5月31日 「独身チュートリアル〜どうせみんなにそんなん言ってるんでしょ〜」（baseよしもと/大阪）
  - 7月31日 「惑星チュートリアル〜タイトルモドシマシタ〜」（baseよしもと/大阪）
  - 10月2日 「こらしめチュートリアル〜あんた最近どっこも連れて行ってくれへんな〜」（baseよしもと/大阪）
  - 11月29日 「行かないでチュートリアル 〜何なん!?あんたは浮気せな生きていけへんの?〜」（baseよしもと/大阪）
- 2002年
  - 1月28日 「京風」（baseよしもと/大阪）
  - 3月28日 「呪い」（baseよしもと/大阪）
  - 5月24日 「うさぎちゃんの耳」（baseよしもと/大阪）
  - 7月4日 「舌なめずり」（baseよしもと/大阪）
  - 9月5日 「かまいたち」（baseよしもと/大阪）
  - 11月18日 「いい匂い」（baseよしもと/大阪）
- 2003年
  - 1月23日 チュートリアルエンターテイメント「伝説の犬」（baseよしもと/大阪）
  - 4月4日 「チュートリアルの仕業」（なんばグランド花月/大阪）
  - 5月5日 「呪い」（シアターVアカサカ/東京）
  - 5月31日 「ベリベリプリティグッドトーク ラブボーイ」（baseよしもと/大阪）
  - 6月30日 チュートリアルエンターテイメント「スゴイまゆ毛」 （baseよしもと/大阪）
- 2004年
  - 7月25日 「本出番」（なんばグランド花月/大阪）
- 2005年
  - 1月24日 「チュートリアル兄さんお時間15分前です!」（うめだ花月/大阪）
  - 3月24日 「不動産屋と公務員」（うめだ花月/大阪）
  - 5月9日 「ヨダレだま」（うめだ花月/大阪）
  - 7月26日 「福田の夏」（うめだ花月/大阪）
  - 8月28日 「甘いチュートリアル」（ルミネtheよしもと/東京）
  - 10月3日 「徳井の秋」（うめだ花月/大阪）
- 2006年
  - 1月18日 「酒浸りエロス」（うめだ花月/大阪）
  - 3月5日 「チュートリアリズム」（ルミネtheよしもと東京）このライブの模様を収めたDVDが発売
  - 4月10日 「西宮のタレ」（うめだ花月/大阪）
  - 4月26日 「徳井義実ライブ2006〜桜の舞〜」（うめだ花月/大阪）徳井のみ
  - 6月21日 「ザ☆シュール」（うめだ花月/大阪）
  - 7月24日 「徳井義実ライブ2006〜向日葵の涙〜」（うめだ花月/大阪）徳井のみ
  - 9月11日 「徳井義実ライブ2006〜秋桜の狂気〜」（うめだ花月/大阪）徳井のみ
  - 10月16日 「秋の変態」（うめだ花月/大阪）
  - 11月22日 「チュートリアル単独ライブ（仮）」（うめだ花月/大阪）
- 2007年
  - 2月28日 「三ノ宮のタレ」（うめだ花月/大阪）
  - 4月16日  「義実が生まれた日」（うめだ花月/大阪）
  - 7月5日 「チュートリアリズムII」（少年科学文化会館/福岡）
  - 7月12日 「チュートリアリズムII」（大阪国際交流センター/大阪）
  - 8月5日 「チュートリアリズムII」（ルミネtheよしもと/東京）
- 2008年
  - 1月6日 「寝屋川のタレ」（baseよしもと/大阪）徳井のみ
- 2009年
  - 11月4日 「チュートリアリズムIII」（草月会館/東京）
  - 11月8日 「チュートリアリズムIII」（ナムラホール/沖縄）
  - 11月26日 「原宿で…」（ラフォーレ原宿/東京）トークイベント
  - 12月6日 「チュートリアリズムIII」（道新ホール/北海道）
  - 12月21日 「チュートリアリズムIII」（国際交流センター大ホール/大阪）このライブの模様を収めたDVDが発売
- 2012年
  - 11月 - 12月 「チュートリアリズム4+ASIA」（福岡、札幌、名古屋、大阪、仙台、東京、スリランカ、シンガポール、タイ（海外公演は2013年1月））
- 2015年
  - 9月 - 11月 「TUTORIALIST」（仙台、福岡、東京、大阪、名古屋）
- 2019年
  - 3月 - 5月 「奮発の黄昏」（仙台、札幌、福岡、大阪、東京、名古屋）

### トークライブ
- 2003年
  - 8月20日 「チュートリアルのシャベルケ?」（うめだ花月/大阪）
  - 10月5日 「チュートリアルのシャベルケ?」（うめだ花月/大阪）
  - 11月9日 「チュートリアルのシャベルケ?」（うめだ花月/大阪）
  - 12月24日 「チュートリアルのシャベルケ?」（うめだ花月/大阪）
- 2004年
  - 1月22日 「チュートリアルのシャベルケ?」（うめだ花月/大阪）
  - 2月22日 「チュートリアルのシャベルケ?」（うめだ花月/大阪）
  - 4月26日 「チュートリアルのシャベルケ?」（うめだ花月/大阪）
  - 5月26日 「チュートリアルのシャベルケ?」（うめだ花月/大阪）
  - 6月28日 「チュートリアルのシャベルケ?」（うめだ花月/大阪）
  - 8月24日 「チュートリアルのシャベルケ?」（うめだ花月/大阪）
  - 9月22日 「チュートリアルのシャベルケ?」（うめだ花月/大阪）
  - 10月25日 「チュートリアルのシャベルケ?」（うめだ花月/大阪）
  - 11月25日 「チュートリアルのシャベルケ?」（うめだ花月/大阪）
- 2006年
  - 8月6日 「おはなし」（銀座時事通信ホール/東京）
  - 12月11日 「おはなし」（新宿モリエール/東京）
- 2008年
  - 10月16日 「原宿で…」（ラフォーレ原宿/東京）
- 2009年
  - 1月12日 「原宿で…」（ラフォーレ原宿/東京）
  - 2月9日 「原宿で…」（ラフォーレ原宿/東京）
  - 3月16日 「原宿で…」（ラフォーレ原宿/東京）
  - 4月13日 「原宿で…」（ラフォーレ原宿/東京）
  - 5月14日 「原宿で…」（ラフォーレ原宿/東京）
  - 6月22日 「原宿で…」（ラフォーレ原宿/東京）
  - 9月30日 「原宿で…」（ラフォーレ原宿/東京）
  - 10月26日 「原宿で…」（ラフォーレ原宿/東京）初めてゲストが登場
- 2010年
  - 2月15日 「原宿で…」（ラフォーレ原宿/東京）
  - 4月26日 「原宿で…」（ラフォーレ原宿/東京）
  - 5月24日 「原宿で…」（ラフォーレ原宿/東京）
- 2020年
  - 7月11日 「徳井と福田は、そしてゲストの合作において観客が満足するを希望します」（日本青年館ホール/東京 無観客ライブ）
  - 8月16日 「トークラーーイブ!」（無観客ライブ）
  - 10月11日 「トークラーーイブ!」（紀伊國屋ホール/東京）
- 2021年
  - 2月21日 「トークラーーイブ!」（紀伊國屋サザンシアターTAKASHIMAYA/東京）
  - 4月12日 「さくら」（ルミネtheよしもと/東京）
  - 11月15日 「もみじ」（ルミネtheよしもと/東京）